# Eisenbach (Unterfranken)

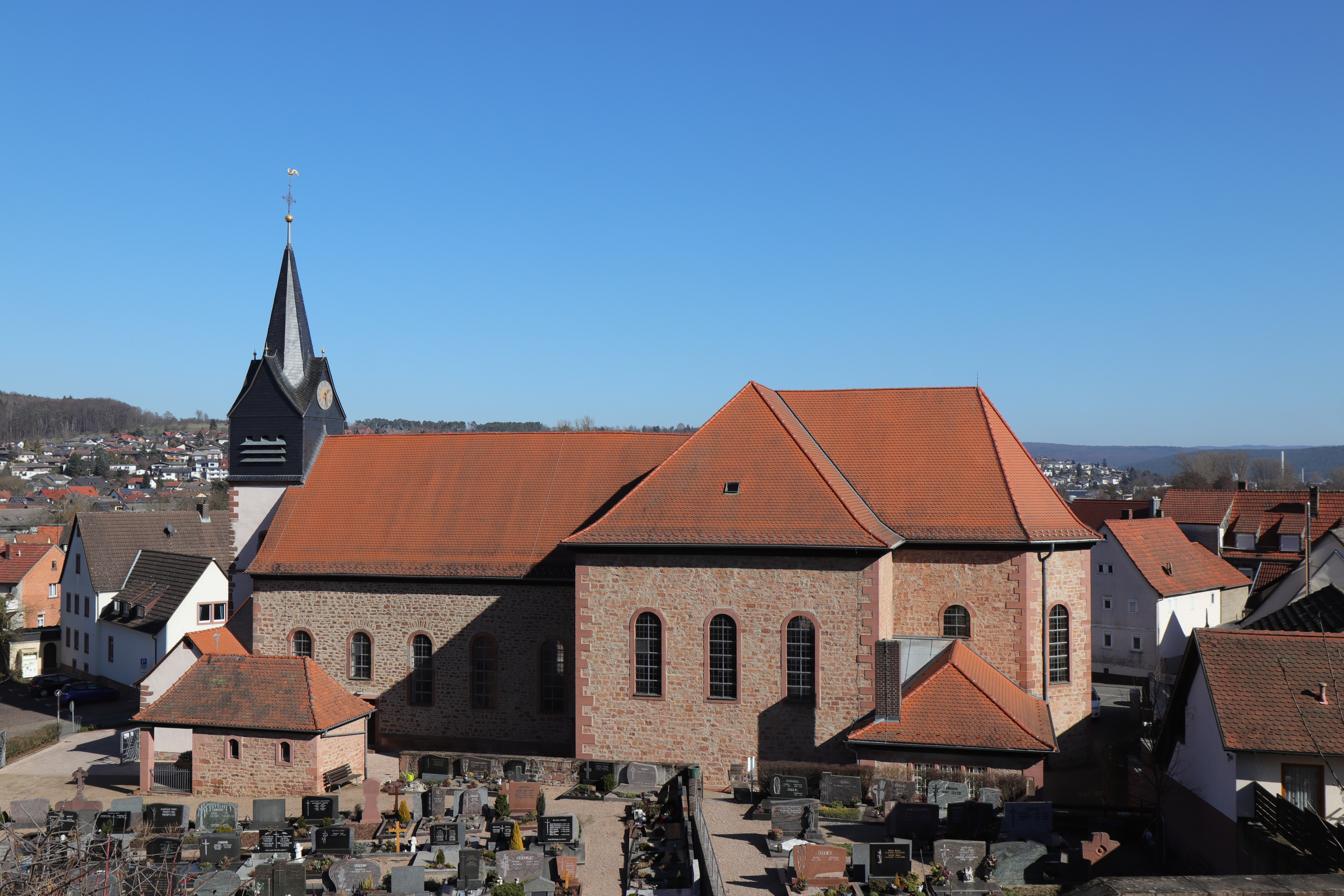
Katholische Pfarrkirche

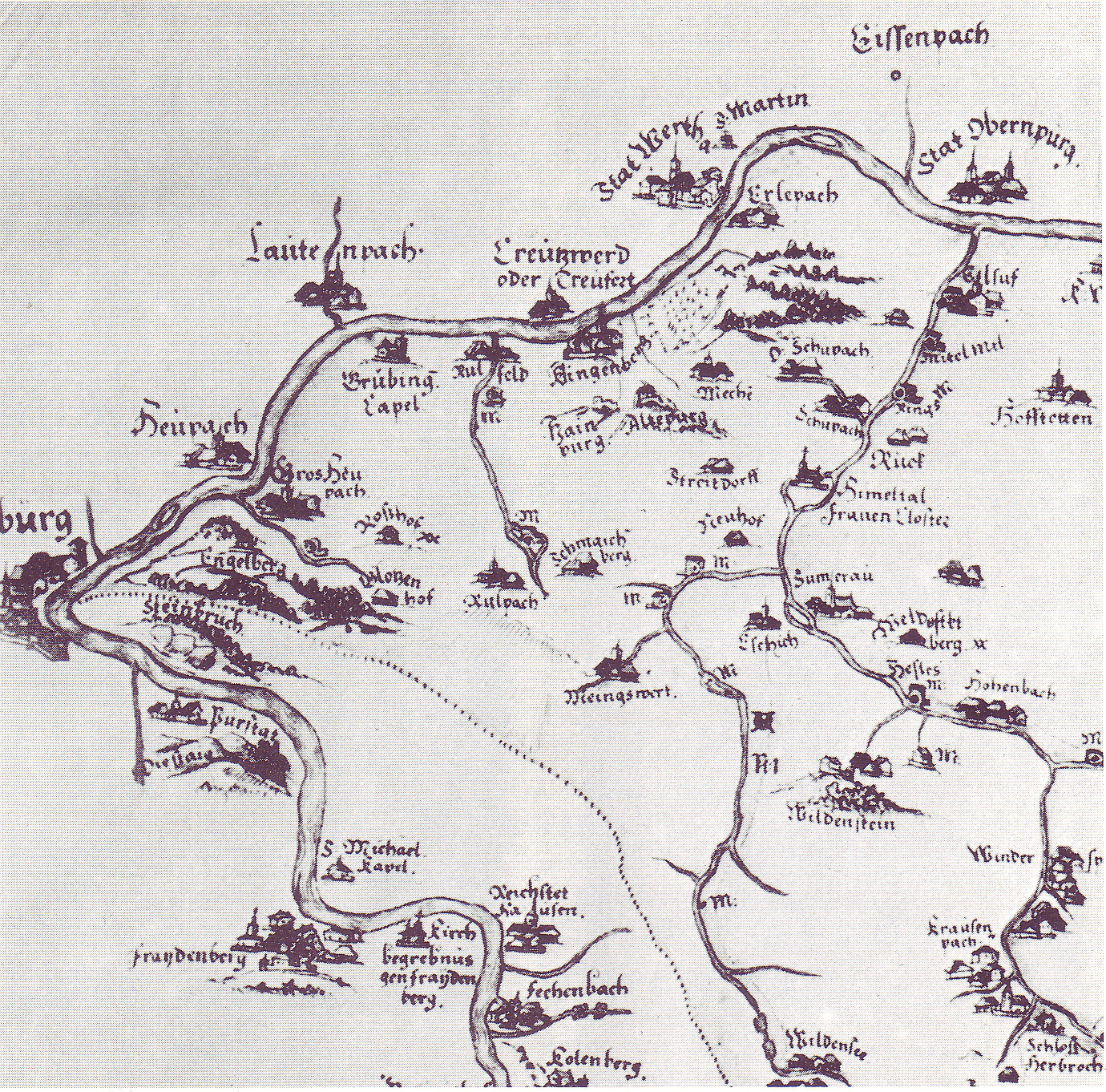
Eisenbach in der Karte des Spessarts von Paul Pfinzing von 1594 (Norden ist rechts)

Eisenbach ist ein Gemeindeteil der Stadt Obernburg am Main im unterfränkischen Landkreis Miltenberg in Bayern und eine Gemarkung.

## Geographie
Das Pfarrdorf Eisenbach liegt am unteren Lauf der Mömling im nordwestlichen Odenwald. Eisenbach grenzt im Westen an den Gemeindeteil Rai-Breitenbach der hessischen Stadt Breuberg. Im Norden an die Gemeinde Mömlingen und im Süden und Osten an die Stadt Obernburg, deren Gemeindeteil Eisenbach ist.
Eisenbach wird geographisch im Norden und Süden durch zwei Höhenzüge begrenzt. Der im Südosten liegende „Hungerberg“ ist heute geprägt durch ausgiebige Streuobstbestände. Der im Südwesten liegende „Stutzberg“ ist bewaldet und wird forstwirtschaftlich genutzt. Im Norden liegt das überregional bekannte Mirabellenanbaugebiet „Hardt“.
Die etwa 853 Hektar große Gemarkung Eisenbach liegt vollständig auf dem Stadtgebiet von Obernburg. Auf ihr liegen die Obernburger Gemeindeteile Eisenbach, Lauterhof und Neustädterhof.

### Nachbargemarkungen
Folgende Gemarkungen grenzen an das Ortsgebiet von Eisenbach:
| Mömlingen       |                                             |                   |
| Hainstadt       | Kompassrose, die auf Nachbargemeinden zeigt | Obernburg am Main |
| Rai-Breitenbach |                                             |                   |

## Geschichte
Die Gründung Eisenbachs wird in karolingischer Zeit vermutet. Die erste gesicherte urkundliche Erwähnung datiert jedoch erst auf das Jahr 1268. Zu diesem Zeitpunkt war Eisenbach noch Teil der Reichsabtei Fulda. Von dieser kam es, nachdem es schon ab 1278 vorübergehend im Besitz des Mainzer Erzstifts gewesen war, 1308 endgültig an das spätere Kurfürstentum Mainz. Jedoch lag die Dorfgerichtsbarkeit bei den jeweiligen Herren von Breuberg. Zusätzlich verkompliziert wurden die Besitz- und Hoheitsrechte, da das Kollegiatstifts St. Peter und Alexander zu Aschaffenburg ab 1274 zwei Höfe in Eisenbach besaß.
Nach dem Reichsdeputationshauptschluss gelangte das Dorf 1803 an das Fürstentum Aschaffenburg. Bereits 1810 wechselte die Herrschaft erneut, denn das Fürstentum ging im Großherzogtum Frankfurt auf. Im Jahr 1814 schließlich gelangte Eisenbach zum Königreich Bayern.
Im Jahr 1862 wurde das Bezirksamt Obernburg gebildet, auf dessen Verwaltungsgebiet die Gemeinde Eisenbach lag. Sie hatte die drei Orte Eisenbach, Lauterhof und Neustadterhof. 1939 wurde überall im Deutschen Reich die Bezeichnung Landkreis eingeführt und Eisenbach war nun eine der 35 Gemeinden im Landkreis Obernburg am Main. Mit Auflösung des Landkreises Obernburg kam Eisenbach 1972 in den neu gebildeten Landkreis Miltenberg. Die Gemeinde Eisenbach wurde am 1. Mai 1978 im Zuge der Gebietsreform in Bayern in die Stadt Obernburg eingemeindet.

## Wirtschaft

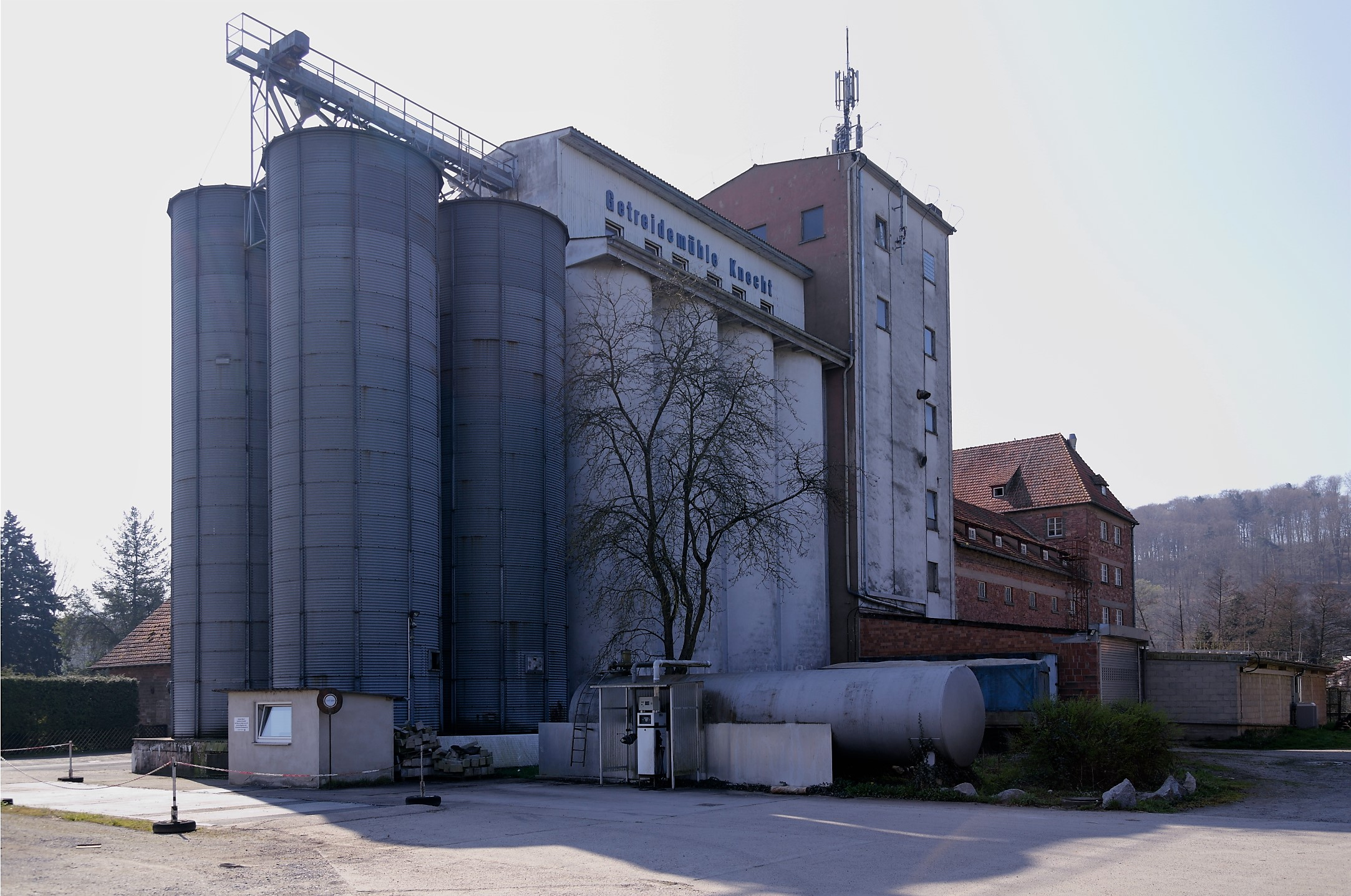
Getreidemühle Knecht

Eisenbach ist traditionell kleinhandwerklich und landwirtschaftlich geprägt. Jedoch deutet der Name Eisenbach schon darauf hin, dass im Ort auch Bergbau betrieben wurde. Tatsächlich finden sich im Bergstock des rechts der Mömling zwischen Eisenbach und Mömlingen gelegenen „Stutzberg“ mehrere Eisenerz- und Basaltadern, die Bergbau ermöglichten. Die im 11. Jahrhundert erbaute örtliche Kapelle wurde der Schutzpatronin der Bergleute, der Heiligen Barbara geweiht. Dies ist ein Zeugnis dafür, dass schon früh Bergbau in Eisenbach betrieben wurde. Jedoch wurde die Ausbeutung der Erzvorkommen spätestens seit Anfang des 20. Jahrhunderts unrentabel und schließlich im Jahr 1924 eingestellt. Eisenbach blieb landwirtschaftlich geprägt, was die Anlage der Streuobstbestände im Südosten und das in den 1930er Jahren angelegte Mirabellenanbaugebiet „Hardt“ verdeutlichen.
Kennzeichnend für den Ortseingang von Eisenbach und beispielgebend für die landwirtschaftliche Prägung sind die Silos und das Gebäude der Getreidemühle Knecht, welches bereits 1854 erbaut wurde. Die Mühle ist wasserbetrieben und hat sich als erster Müllereibetrieb Deutschlands 1954 dafür entschieden, nach Demeter-Richtlinien zu produzieren. Sie ist somit die erste Bio-Mühle Deutschlands.
Baulich sind Eisenbach und Obernburg in den 1970er und 1980er Jahren durch das Industriegebiet der Stadt Obernburg und die Ausweitung des Wohngebiets über den „Mömlingtalring“ zusammengewachsen.

## Kultur und Sehenswürdigkeiten

### Museen
Das Eisenbacher Heimatmuseum ist im Obergeschoss des ehemaligen neuen Rathauses des Stadtteils untergebracht. In ihm werden Fotos, Urkunden, Dokumente und Geräte aus allen Lebensbereichen ausgestellt. Ziel ist es die Geschichte Eisenbachs lebendig zu erhalten. Hierbei wird auf die historischen Erwerbsmöglichkeiten in Eisenbach – der Landwirtschaft, den handwerklichen Kleinbetrieben und dem Bergbau – eingegangen.

### Bauwerke
Besonders sehenswert ist die Barbarakapelle, welche heute Teil der katholischen Pfarrkirche St. Johannes der Täufer ist. Die Barbarakapelle wurde bereits im 11. Jahrhundert errichtet und ist der Heiligen Barbara, der Schutzheiligen der Bergleute, geweiht. Ein erster Kirchturm und ein erster Anbau erweiterten die bestehende Kapelle im Jahre 1401 und erschufen die erste vollständige Kirche in Eisenbach. Auch diese war Johannes der Täufer geweiht. Nach den Verwirrungen des Dreißigjährigen Krieges war das Bauwerk jedoch marode geworden und schließlich wurde auf Veranlassung des Ordinariats in Mainz das Kirchenschiff abgebrochen, so dass lediglich der Kirchturm und die Barbarakapelle stehen blieben. Nach dem Abbruch entstand schließlich das neue Kirchenschiff Anfang des 18. Jahrhunderts im Barockstil. Mit dem Wachstum der Kirchengemeinde waren mehrere Anbauten nötig, wobei die letzte in den Jahren 1936/37 durchgeführt wurde.

### Regelmäßige Veranstaltungen
- Am dritten Wochenende im Juli wird in Eisenbach jährlich das Mirabellenfest gefeiert.
- Am ersten Sonntag ab Michaelis (29. September) wird die Eisenbacher Kerb gefeiert.

### Sport
TSV Olympia Eisenbach ist ein Verein in Eisenbach, welcher aus 5 Abteilen besteht: Fußball, Mountainbike, Tischtennis, Turnen und Asphaltstockschießen. TSV Olympia Eisenbach wurde 1920 gegründet und 2020 wurde das 100-jährige Jubiläum gefeiert.

## Persönlichkeiten
- Josef Knecht (1897–1980), Verleger, geboren in Eisenbach
- Wolfgang Zöller (* 1942), Politiker, geboren in Eisenbach
- Thomas Braun (* 1968), Chemiker, aufgewachsen in Eisenbach
- Thomas Giegerich (* 1971), Schauspieler, aufgewachsen in Eisenbach